# Henning Ritter
Henning Ritter (* 20. Juli 1943 in Seiffersdorf, Provinz Oberschlesien; † 23. Juni 2013 in Berlin) war ein deutscher Journalist, Schriftsteller und Übersetzer, der lange Zeit verantwortlicher Redakteur bei der Frankfurter Allgemeinen Zeitung war. Henning Ritter war der Sohn des Philosophen Joachim Ritter.

## Leben und Wirken
Ritter besuchte das altsprachliche Schillergymnasium Münster und studierte Philosophie, Kunstgeschichte und Klassische Philologie in Marburg, Heidelberg und Berlin. Nach seinem Studium, das er nicht abschloss, war er als Verlagsmitarbeiter, Übersetzer und Autor tätig. Er gab zwei Buchreihen im Hanser Verlag heraus und edierte unter anderem eine zweibändige Ausgabe der Schriften von Jean-Jacques Rousseau. Von 1985 bis zu seiner Pensionierung 2008 war er bei der FAZ verantwortlich für die Rubrik „Geisteswissenschaften“; später war er Autor für die Süddeutsche Zeitung. Er wohnte nach vielen Jahren in der Wetterau (Hessen) in Berlin und war ein „langjähriger Vertrauter“ von Carl Schmitt und Jacob Taubes. Für Taubes arbeitete er an der FU Berlin als studentischer Tutor, Schmitt wird als sein „väterlicher Freund von früh an“ bezeichnet. Nach eigener Aussage war er „viele Jahre lang mit Jacob Taubes befreundet gewesen“.
Seit Beginn seines Ruhestandes wohnte er in Berlin. 

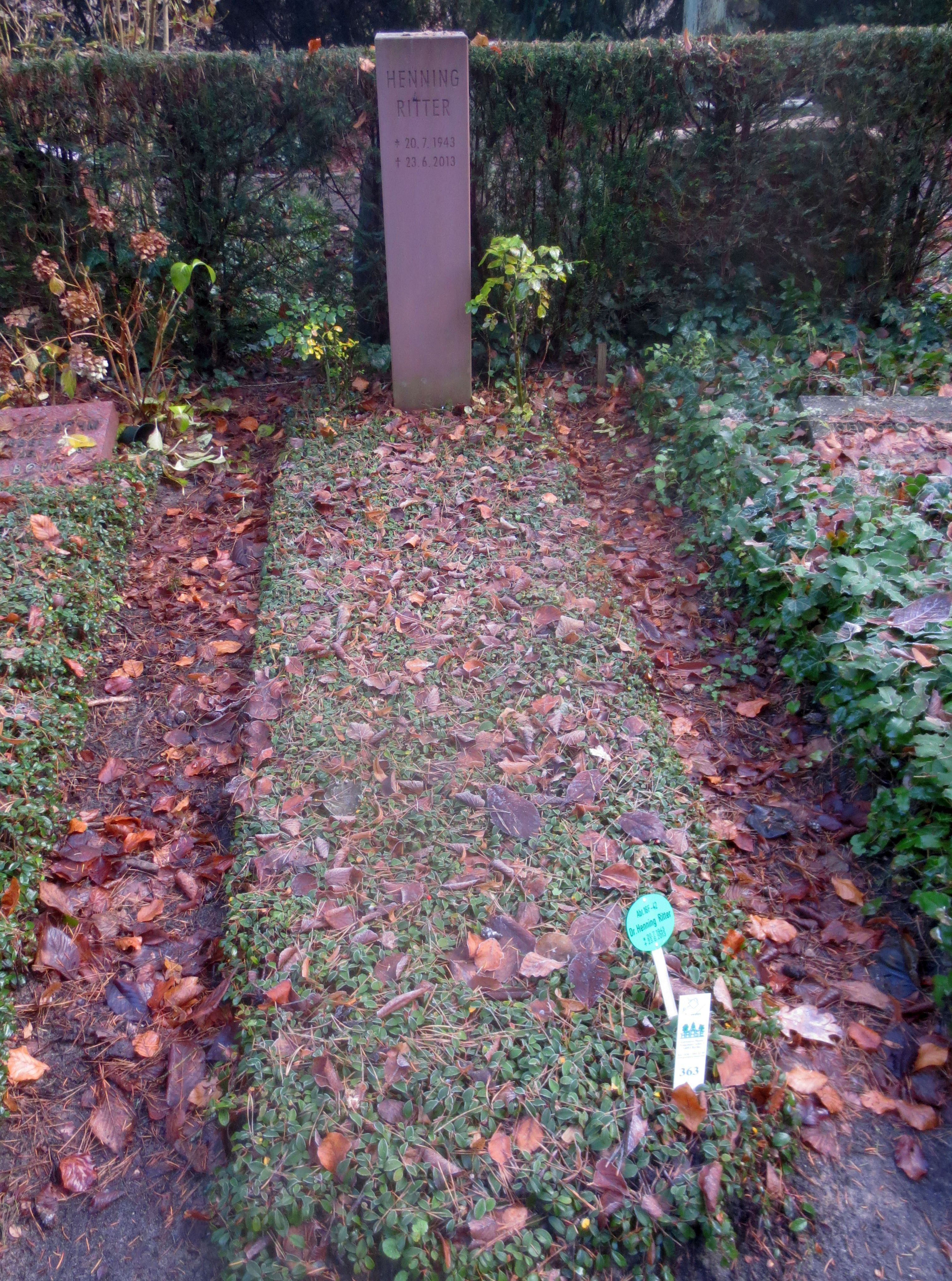
Grab von Henning Ritter auf dem Friedhof Heerstraße in Berlin-Westend

Ritters Denken war von der Philosophie Isaiah Berlins geprägt: „Isaiah Berlin gehört zu denen, die meinem Leben in gewisser Weise eine neue Richtung gegeben haben. Ich möchte fast sagen, er hat mich gerettet. Durch die Begegnung mit seinen Essays ... wurde ich aus meiner ans Theoretisieren verlorenen Haltung gerissen.“ Ritter traf Berlin bei dessen einzigem Deutschlandbesuch im Mai 1993 in Frankfurt und stand mit ihm in brieflichem Kontakt.
Henning Ritter starb, nur vier Wochen vor seinem 70. Geburtstag, am 23. Juni 2013 in Berlin. Sein Grab befindet sich auf dem landeseigenen Friedhof Heerstraße in Berlin-Westend (Grablage: 16-F-42).

## Monografien
- Der lange Schatten. Insel, Frankfurt am Main 1992, ISBN 3-458-16264-X.
- Die Fassaden am East River. Suhrkamp, Frankfurt am Main 2000, ISBN 3-518-12158-8.
- Nahes und fernes Unglück. Versuch über das Mitleid. Beck, München 2004, ISBN 3-406-52186-X (italienische Ausgabe 2008).
- Die Eroberer. Denker des 20. Jahrhunderts. Beck, München 2008, ISBN 978-3-406-57039-1.
- Notizhefte. Berlin Verlag, Berlin 2010, ISBN 978-3-8270-0958-6.
- Verehrte Denker. Porträts nach Begegnungen. Reihe zu Klampen, Springe 2012, ISBN 978-3-86674-179-9. (Über Carl Schmitt, Jacob Taubes, Klaus Heinrich, Isaiah Berlin und Hans Blumenberg)
- Die Schreie der Verwundeten. Versuch über die Grausamkeit, Verlag C. H. Beck, München 2013, ISBN 978-3-406-64556-3.

## Übersetzungen
- Lionel Trilling: Das Ende der Aufrichtigkeit. München, Hanser, 1980.

## Herausgeber
- mit Michael Krüger: Imaginäre Bibliotheken. Akzente. Zeitschrift für Literatur. Heft 6/Dezember 1979, 26. Jahrgang. München, Hanser, 1979.

## Auszeichnungen und Ehrungen
Im Jahr 2000 erhielt Ritter die Ehrendoktorwürde der Universität Hamburg und 2005 den Ludwig-Börne-Preis. 2010 erhielt er das Bundesverdienstkreuz 1. Klasse und wurde in die Deutsche Akademie für Sprache und Dichtung berufen. Für seine im Herbst 2010 erschienenen Notizhefte, eine Sammlung philosophischer Gedankenskizzen, erhielt Ritter 2011 den Preis der Leipziger Buchmesse in der Kategorie Sachbuch/Essayistik.